# پیتر هال
سر پیتر رینالد فردریک هال (به انگلیسی: Sir Peter Reginald Frederick Hall) کارگردان تئاتر و سینما اهل انگلستان است
در تاریخ ۲۲ نوامبر ۱۹۳۰ به دنیا آمده است.
هال مؤسس کمپانی شکسپیر و از پیش قراولان تئاتر ملی است که نقش بسیار تأثیرگذاری در بدست آوردن کمک بلاعوض دولت برای هنر در بریتانیا را داراست
1. ↑  «Peter Hall». IMDb (به انگلیسی). دریافت‌شده در ۲۰۲۳-۰۶-۰۴.